# Jhonder Cádiz
Jhonder Leonel Cádiz Fernández (Caracas, 29 de julho de 1995) é um futebolista venezuelano que joga como Avançado (Ponta de Lança). Atualmente joga no León.

## Carreira

### Benfica
A 28 de junho de 2019, o Benfica anunciou Cádiz como reforço que assinou um contrato de cinco anos com o clube.